# Престман Іван Іванович
Престман Іван Іванович (англ. John Thomas Priestman; нар. приблизно в середині XVIII століття, Велика Британія – пом. в квітні 1811, Миколаїв) – англійський і російський контр-адмірал, командир Чорноморського гребного флоту, учасник російсько-турецьких війн.

## Життєпис
Джон Томас Престман народився приблизно в середині XVIII століття у Великій Британії. Про його життя на батьківщині майже нічого невідомо. В свої мемуарах Франсіско де Міранда, що познайомився з Престманом в Херсоні, згадував Престмана як винахідника: Престман продемонстрував йому інструмент, схожий на квадрант, що дозволяв визначити кути між кораблем, рівнем моря і наземною батареєю, що давало змогу відкрити вогонь по останній з великою мірою точності за заздалегідь прорахованим таблицям. Цей інструмент, за словами Міранди, він винайшов під час облоги Гібралтара, де той ніс службу.
1 вересня 1786 року Престмана було прийнято в капітани Чорноморського флоту Російської імперії під іменем Іван Іванович Престман. Проживав з сім'єю у місті Херсон, у 1788 році числився на кораблі «Преображення Господнє» («Слава Єкатерини»), на якому брав участь в битві з турецьким флотом поблизу острова Фідонісі.
14 квітня 1789 року Престману було надано звання капітана 1 рангу, тоді ж його назначено командиром корабля «Йосип ІІ». На ньому Престман разом з командою бере участь у боях з турецькими кораблями поблизу Керченської протоки і коло острова Тендра.
У 1790 році призначений командиром фрегату «Євангеліст Лука», знаходячись на Севастопольському рейді. Через рік під його командування віддають фрегат «Микита мученик» (колишній пакебот «Листоноша»).
З 1793 по 1797 роки командує кораблем «Свята Троїця» («Зішестя Святого духу»). Під час командування цим кораблем, 1 січня 1796 року, Престман отримав звання капітана бригадирського рангу.
1 січня 1789 року отримав чин контр-адмірала, а з 1799 року призначений командувати другою ескадрою Чорноморського гребного флоту.
У 1800 році імператор Павло І розриває дипломатичні стосунки з Великою Британією, що призвело до вислання з флоту флагманів, штаб і обер-офіцерів, англійців за походженням. Відправляти на батьківщину їх не стали, оскільки англійці, що перебували на службі у росіян, були обізнані у справах флоту Росії. З грудня 1800 року по січень 1801 року з Миколаєва, Ревеля і Кронштадта в Москву було відправлено 38 англійців. В їх числі був і Престман.
Після смерті Павла І і підписання мирної угоди між його сином, Олександром І і Великою Британією, Престман повертається на минулу посаду.
З 1802 року приймає командування усім Чорноморським гребним флотом, а з 27 вересня 1804 року ще й флотськими командами в Миколаєві.
До 1806 року суміщав дві посади, коли просить про відставку. В наступному ж році був відправлений в безстрокову відпустку через хворобу.
У 1808 році відносини між Росією і Британією знову напружені. Знову відбувається висилка моряків-англійців, проте тяжко хворий Престман просить залишити його в Миколаєві. Прохання було прийнято і той залишився в місті. В цьому ж році виходить у відставку.
Помер у квітні 1811 року, теоретично може бути похований на Миколаївському некрополі.

## Пам'ять

### Пам'ятник Престману в Лісках
Іван Іванович Престман володів ділянкою землі в Дальніх Лісках (нині – закрита територія між Чорноморським суднобудівним заводом і річним портом). Після смерті контр-адмірала на цій ділянці йому був встановлений пам'ятник, щоправда там його прізвище було записано неправильно, Бріцман. Це може бути пов'язано з тим, що в теорії, пам'ятник могли встановити Чорноморські козаки, що служили під його командуванням на Чорноморському гребному флоті і написали прізвище моряка за принципом «як говориться, так і пишеться». 

Зберігся опис пам'ятника 1902 року:
«Пам'ятник складено з простого каменю, являє собою кубічний п'єдестал, на якому височіє колона, що має напис: «Тут пан козацький генерал Бріцман». Ким і коли споруджено цей пам'ятник, невідомо. Камінь настільки вивітрився, що пам'ятник у недалекому майбутньому повинен зруйнуватися, чому і вимагає ремонту»
Відомі розміри п'єдесталу з колоною: висота становила приблизно 3,24 метра, ширина основи – 1,78 метра.